# Muntele Asama
Muntele Asama (浅间山 Asama-yama?) este un vulcan activ complex în centrul Honshū, principala insulă din Japonia. Vulcanul este cel mai activ din Honshū.  Agenția de Meteorologie din Japonia clasifică Muntele Asama ca fiind de rang A. Se ridică la 2568 de metri deasupra nivelului mării, pe granița dintre prefecturile Gunma și Nagano. Este unul dintre cei 100 de munți celebri din Japonia.

## Geologie
Muntele Asama se află la conjuncție dintre „Arcul Izu-Bonin-Mariana” și „Arcul Japonez de nord-est”. Muntele este construit din roci vulcanice non-alcaline mafice și piroclastice datând din Pleistocenul târziu până la Holocen. Tipul de rocă principal este andezitul și dacitul.
Oamenii de știință de la Universitatea din Tokyo și Universitatea Nagoya au finalizat primul experiment imaginistic al interiorului vulcanului în aprilie 2007. Prin detectarea particulelor sub-atomice numite „miuoni” ce au trecut prin vulcan, după ce au sosit din spațiu, oamenii de știință au fost capabili de a construi treptat o imagine a interiorului, crearea de imagini ale cavităților prin care lava trecea adânc în interiorul vulcanului.
Versantul estic are o stație de observare a vulcanului condusă de Universitatea din Tokyo.

## Istoria eruptivă
Caracteristicile geologice ale acestui vulcan activ sunt monitorizate cu ajutorul seismografelor și camerelor video poziționate strategic.  Oamenii de știință au constatat o serie variată a texturii în cenușa, care a fost depusă în regiune în timpul erupțiilor de serie, de la erupția Tennin din 1108.

### Intervalele eruptive din istoria Japoniei
Erupțiile istorice din Japonia ale Muntelui Asama: 2009, 2008, 2004, 2003, 1995, 1990, 1983, 1982, 1973, 1965, 1961, 1958–59, 1953–55, 1952, 1952, 1950–51, 1949, 1947, 1946, 1944–45, 1938–42, 1935–37, 1934, 1934, 1933, 1931–32, 1930, 1929, 1929, 1927–28, 1924, 1922, 1920–21, 1919, 1918?, 1917, 1916, 1915, 1914, 1909–14, 1908, 1908, 1907, 1907, 1906, 1905?, 1904, 1903, 1902, 1902, 1900–01, 1899, 1899, 1894, 1889, 1879, 1878?, 1875, 1869, 1815, 1803, 1803, 1783, 1779?, 1777, 1776, 1769, 1762, 1755, 1754, 1733, 1732, 1731, 1729, 1729, 1728, 1723, 1723, 1722, 1721, 1720, 1719, 1718, 1717, 1711, 1710, 1708–09, 1706, 1704, 1703, 1669, 1661, 1661, 1660, 1659, 1658, 1657, 1656, 1655, 1653, 1652, 1651, 1650?, 1649, 1648, 1648, 1647, 1645, 1644, 1609, 1605, 1604, 1600, 1598, 1597, 1596, 1596, 1595?, 1591, 1590, 1532, 1528, 1527, 1518, 1427?, 1281, 1108, 887, 685.
Notă: Datele de erupții prezentate în acest articol apar în caractere cursive aldine (bold italics).

## Galerie de imagini

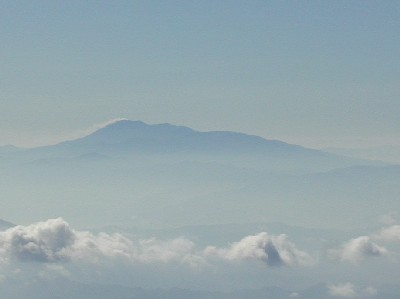
Muntele Asama
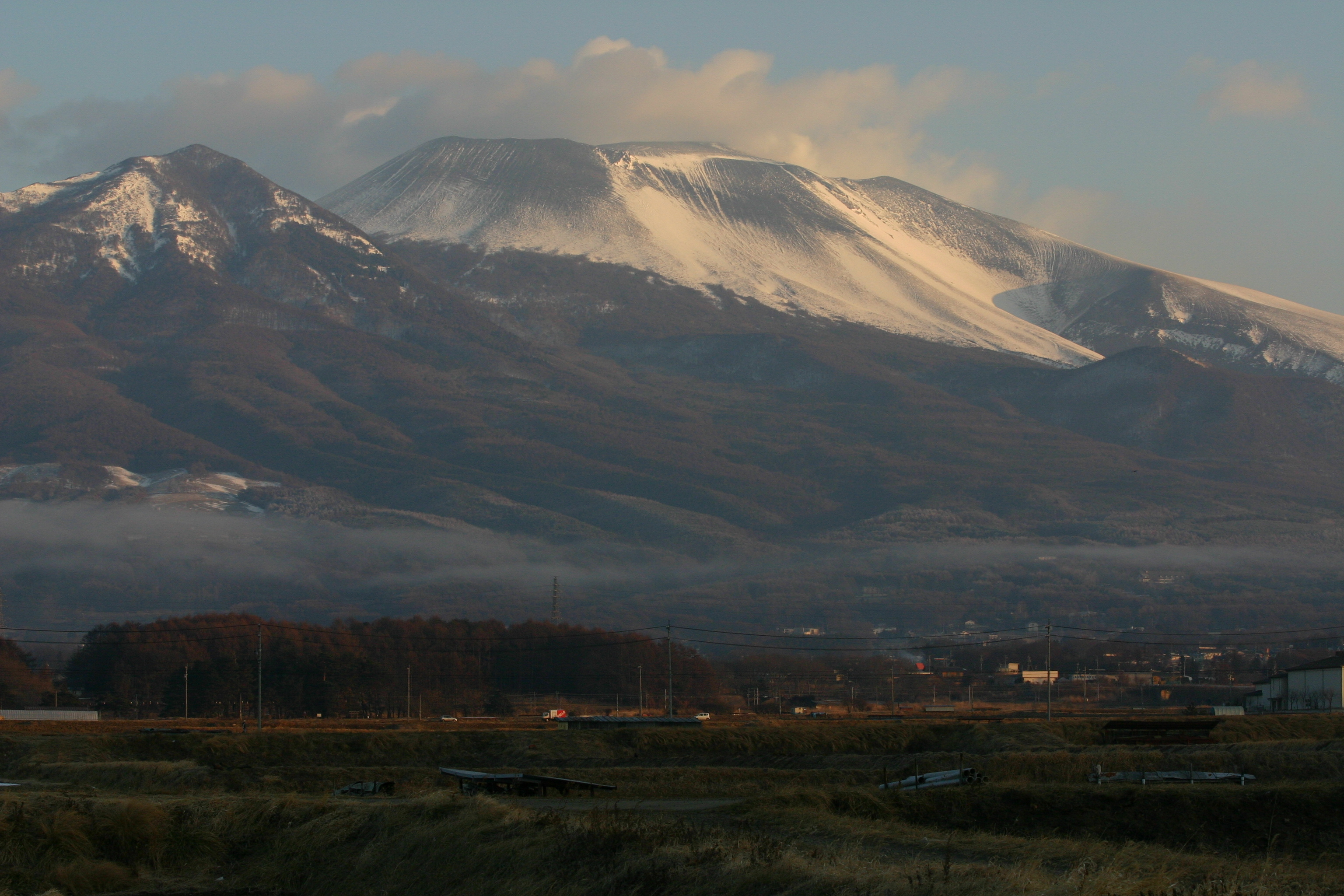
Muntele Asama, Decembrie 2005
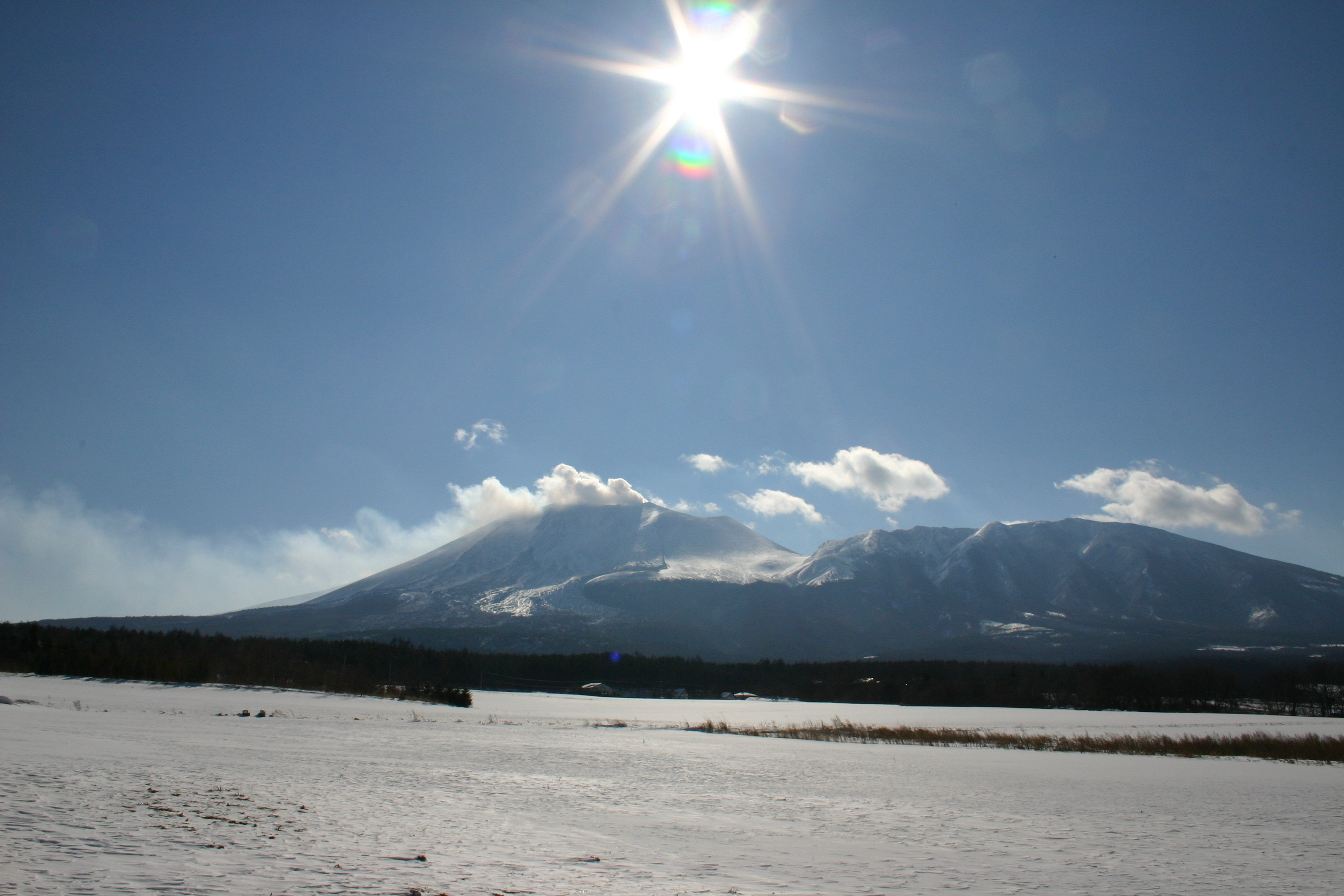
Muntele Asama, Decembrie 2005
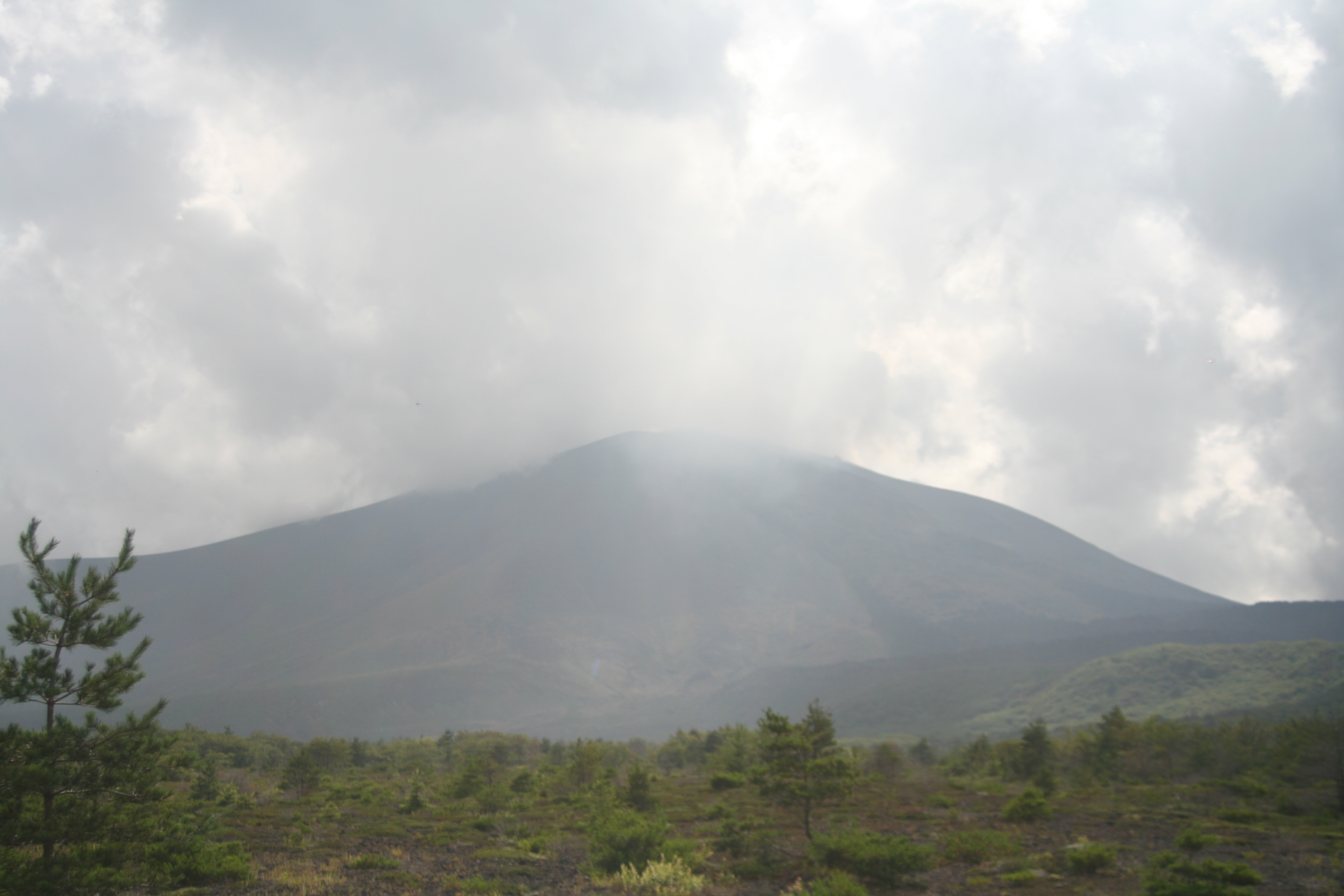
Muntele Asama,1999
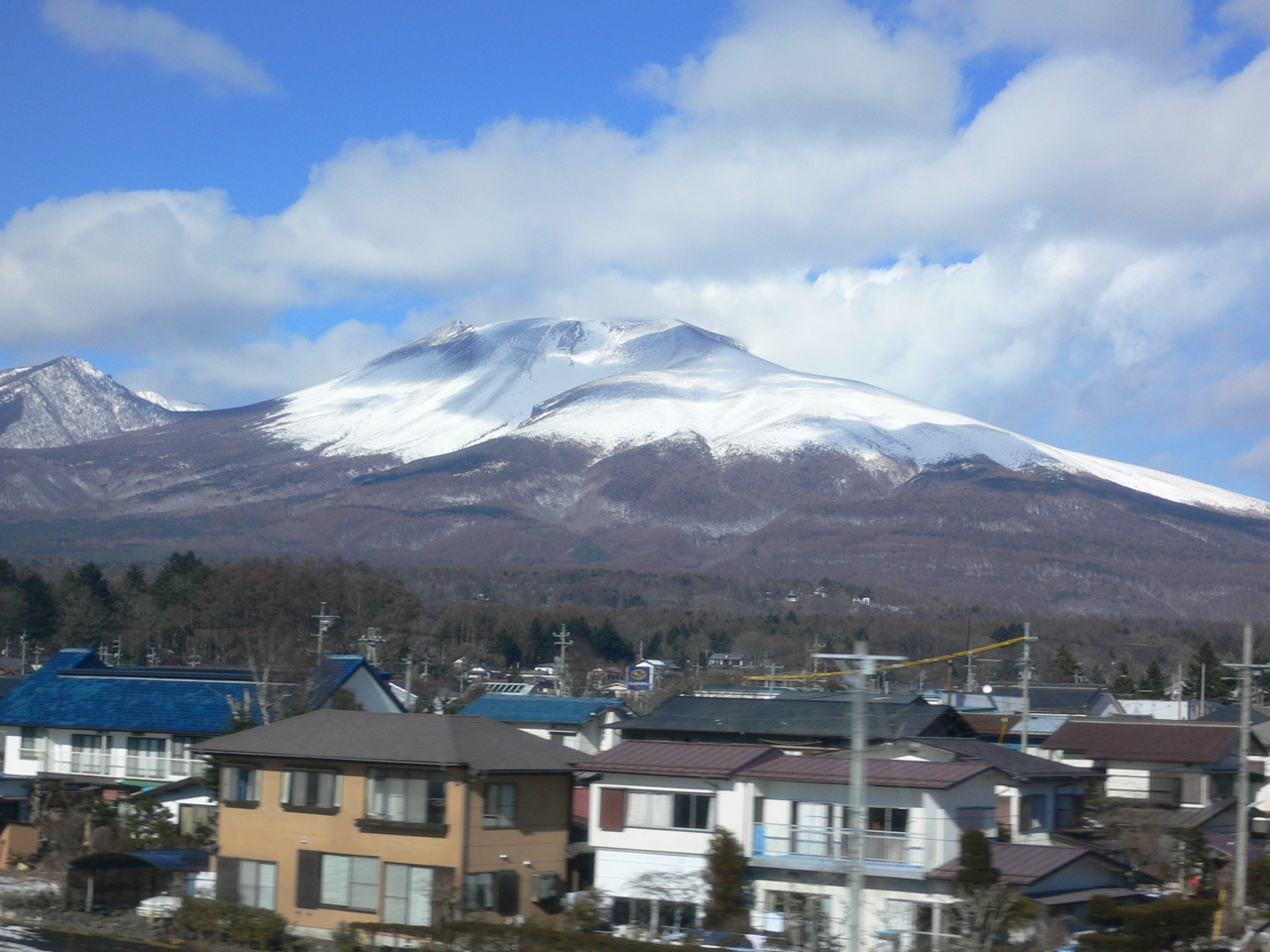
Vedere din tren, 2005
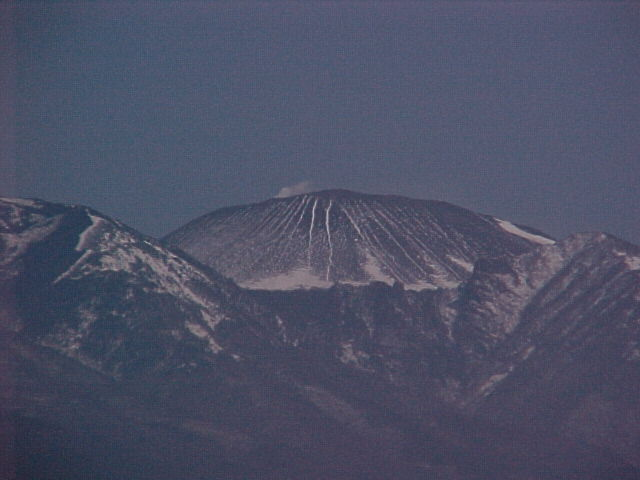
Vedere